# Charlotte Christine Buissine
Charlotte Christine Buissine (* 4. April 1749 in Hanau; † angeblich im Kapland) war die zweite der vier Mätressen des Landgrafen Wilhelm IX. von Hessen-Kassel, des späteren Kurfürsten Wilhelm I. von Hessen.
Sie war die Tochter eines Hanauer Beamten, des Landbereiters Henri Buissine und dessen Frau, einer geborenen Charlotte Varlut. Prinz Wilhelm war damals und bis 1786 Regent in der Grafschaft Hanau, damals eine Sekundogenitur der Landgrafschaft Hessen-Kassel.
Die gemeinsamen außerehelichen Kinder von Charlotte und Wilhelm IX./I. erhielten – wie die Mutter – nach dem Geburtsort des Erstgeborenen den Namen Freiherr/Freifrau/Freiin von Heimrod (ein Anagramm des Geburtsortes Rodheim vor der Höhe):
1. Wilhelm, Freiherr von Heimrod (* 16. Juli 1775, Rodheim vor der Höhe; † 6. Januar 1811, Neapel)
2. Karl, Freiherr von Heimrod (* 19. Juli 1776, Rodheim vor der Höhe; † 13. Mai 1827, Paris), heiratete 1803 Charlotte, Freiin von Stockhausen (* 15. Juli 1781; † 31. Dezember 1855)
3. Friedrich (* 9. August 1777, Kassel; † 30. Oktober 1777, Hailer bei Meerholz)
4. Friedrich, Freiherr von Heimrod (* 1778, Hanau; † 3. September 1813, Teplitz)[1]